# Akos Farkas
Akos Farkas (* 9. September 1898 in Abrudbánya, Siebenbürgen; † 2. Februar 1971 in Garden City, New York, USA) war ein ungarischer Kameramann mit Hauptbetätigungsfeld beim deutschen und niederländischen Film.

## Leben und Wirken
Der aus Siebenbürgen stammende Farkas erlernte sein Handwerk in Budapest und Berlin. Sein Landsmann Alexander Korda ermöglichte ihm zu Beginn der 20er Jahre seinen ersten Auftrag als Chefkameramann. In der Folgezeit wirkte Akos Farkas an der Seite erfahrener Kameraleute wie Carl Drews, Mutz Greenbaum, Axel Graatkjaer und Franz Planer. Die meisten der von ihm fotografierten Spielfilme waren reine Unterhaltungsproduktionen und besitzen keinerlei filmhistorische Bedeutung.
Mit der Machtübernahme durch die Nationalsozialisten musste der ungarische Jude Deutschland verlassen. Im niederländischen Exil war Farkas vor allem für die einst in Deutschland arbeitenden Regisseure Jaap Speyer, Ludwig Berger und Detlef Sierck tätig. 1937 folgte Farkas einem weiteren Regieexilanten, Kurt Gerron, zu Dreharbeiten (De drie wensen) nach Rom und blieb dort auch das folgende Jahr für weitere italienische Filmaufträge. Nach dem Einmarsch der deutschen Truppen in den Niederlanden im Mai 1940 konnte Farkas in seinem ursprünglichen Beruf nicht mehr arbeiten. 
Im April 1951 verließ Akos Farkas seine holländische Wohngemeinde Wassenaar und reiste nach Kanada weiter, wo er für den franco-kanadischen Film arbeitete und 1954 als Co-Kameramann für eine dort entstandene, US-amerikanische B-Filmproduktion verantwortlich zeichnete. Danach  blieb er als Kinofilmkameramann inaktiv. Farkas, zuletzt amerikanischer Staatsbürger, starb Anfang 1971 im Nassau County nahe New York.

## Filmografie
- 1923: Der Tiger des Zirkus Farini
- 1924: Tragödie im Hause Habsburg
- 1924: Dreiklang der Nacht
- 1926: Die Försterchristl
- 1928: Der Präsident
- 1928: Fünf bange Tage
- 1928: Wolga-Wolga
- 1929: Flucht in die Fremdenlegion
- 1929: Auf der Reeperbahn nachts um halb eins
- 1929: Giftgas
- 1929: Rhapsodie der Liebe (Kult ciala)
- 1929: Zwei Brüder
- 1930: Ehestreik
- 1930: Nur am Rhein
- 1930: Die Försterchristel
- 1931: Der Weg nach Rio
- 1931: Madame hat Ausgang
- 1931: Salto Mortale
- 1933: Willem van Oranje
- 1934: Die drei Matrosen (De jantjes)
- 1934: Malle gevallen
- 1934: De familie van mijn vrouw
- 1935: Das Geheimnis der Mondscheinsonate (Het mysterie van de Mondscheinsonate)
- 1936: Merijntje Gijzen’s Jeugd
- 1936: Op een avond in mei
- 1936: Oranje Hein
- 1937: Pygmalion
- 1937: De drie wensen
- 1937: I tre desideri
- 1938: Voglio vivere con Letizia
- 1938: Tutta la vita in una notte
- 1938: Stella del mare
- 1939: Boefje
- 1940: Ergens in Nederland
- 1951: Le rossignol et les cloches
- 1952: Tit-Coq
- 1953: Halifax, port de mer (Kurzdokumentarfilm)
- 1954: Operation Manhunt